# Muslimské bratrstvo

Znak Muslimského bratrstva

Muslimské bratrstvo (arabsky الإخوان المسلمون, al-ichwán al-muslimún) je jedno z největších islámských hnutí se znaky panislamismu a islámského fundamentalismu, které požaduje návrat ke kořenům islámu. Tuto organizaci založil v Egyptě roku 1928 šajch Hasan al-Banná (1906–1949). Jeho cílem bylo sjednotit všechna muslimská etnika do tzv. Organizace islámských národů, která by koordinovala veškerou svou politickou činnost. V Egyptě, Bahrajnu a Jordánsku je hnutí zastoupeno v parlamentu. Činnost bratrstva v dalších arabských státech patří mezi významné opoziční skupiny.
Rusko, Saúdská Arábie a Spojené arabské emiráty řadí Muslimské bratrstvo mezi teroristické organizace. 25. prosince 2013 bylo hnutí postaveno mimo zákon i v Egyptě.

## Koncepce a postoje Bratrstva
Asociace muslimských bratří vychází z přesvědčení, že muslimové tvoří jediný národ spojený islámskou vírou. Tato víceméně sunnitská organizace vystupuje na veřejnosti značně populisticky a předkládá demagogické radikální požadavky. K získání podpory se velice intenzivně zabývá sociálními otázkami.
Významným členem Bratrstva byl Sajjid Qutb (1906–1966), který roku 1964 napsal svou první knihu – stěžejní dílo Milníky (arabsky ma‘ālim fī t-tarīq), které sepsal ve vězení nedlouho před svojí smrtí. Obsah díla byl ovlivněn zkušenostmi během jeho studijního pobytu v USA, kde byl šokován morální zkažeností západní společnosti. Milníky ovlivnily další směřování celé organizace.
Členové Muslimského bratrstva věřili, že Korán a sunna představují dokonalý způsob života a politické organizace. Podle nich má být uzpůsobena i forma státu a veškeré islámské vlády mají být nakonec sjednoceny v chalífát. Bratrstvo se také snaží o sociální spravedlnost, odstranění chudoby a korupce a o politické svobody v rámci islámských pouček. Staví se proti kolonialismu a prozápadně orientovaným muslimským národům.
Zastává tradičně islámské postoje v ženských a mužských otázkách (ženská práva, oblékání apod.) a klade důraz na mravnost, skromnost a pracovitost.

## Od vzniku ke 2. světové válce
Období po první světové válce znamenal pro Blízký východ důležitý mezník. Rozpadla se Osmanská říše a téměř celý arabský svět byl vržen do koloniální závislosti. To zapříčinilo rozsáhlou ekonomickou a hlavně společenskou transformaci, která se nejvýrazněji projevila v Egyptě. Zdejší politika liberálně-nacionalistických vlád vtáhla zemi do hospodářské závislosti na Velké Británii, jež oplývala v Egyptě neomezeným postavením i po formálním vyhlášení nezávislosti v roce 1922. Direktivy Britů, pronikání evropských civilizačních hodnot a de facto rozvrat kulturní a národní identity byly silnými důvody narůstající nespokojenosti části egyptské veřejnosti, která se uchylovala k osvědčenému ideologickému výrazu – islámu. Zde vznikl prostor pro sociální hnutí nového typu, které přijalo název Asociace muslimských bratří (Džam’íjat al-ichwán al-muslimín) a jehož koncepce se stala základem nového reformistického proudu - islámského fundamentalismu.
Muslimské bratrstvo se stalo prvním novodobým islámským opozičním hnutím, jež oslovilo nejen beduíny a rolníky, ale především i obyvatelstvo velkých egyptských měst. Tehdy roku 1927 přišel Hasan al-Banná do Ismá’ílíje, aby tu vyučoval korán a islámské právo. Byl ale zaskočen rozmařilým životem a arogancí místní buržoazní smetánky. To byl aspekt, který ho přiměl se svými šesti stoupenci založit roku 1928 Asociaci muslimských bratří. Skupina se brzy rozrostla a získávala si postupně větší a větší popularitu. Například v roce 1932 mělo bratrstvo 15 poboček a roku 1936 už jich bylo kolem padesáti s celkovým počtem členů kolem zhruba jednoho milionu. V první fázi svého rozvoje se zaměřilo na humanitární a charitativní činnost (zakládání nemocnic, sirotčinců apod.). Do počátku druhé světové války bratrstvo také „žilo“ téměř výhradně z charitativních příspěvků. Začalo pronikat do odborového hnutí a získávalo si nejsilnější podporu u nejnižších vrstev měst. Součástí organizace se staly mládežnické oddíly džawwály, kam vstupovali zbožní lidé. Bratři také integrovali řadu skomírajících kulturních a politických spolků.
Postupem času se Bratrstvo začalo projevovat i politicky a narůstala jeho agresivita. Před vypuknutím druhé světové války musela britská okupační správa čelit nemalé řadě sabotážních akcí a vražd britských vojáků, sekulárních intelektuálů a židovských odborníků. Akce trvaly také během války.

## Poválečný vývoj
Po válce se prestiž lídra Bratrstva Hasan al-Banná zvyšovala. Po prohrané druhé světové válce a válce proti nově vzniklému židovskému státu v Palestině podrobil Bratrstvo kritice. Nadále udržoval styky s novou egyptskou vládou a budoucím prezidentem Anwarem Sádátem. 12. února 1949 byl ale Hasan al-Banná před svým domem zastřelen, nejspíše egyptskou tajnou službou.
Novým vůdcem se stal umírněný Hasan Hudajbí. Aktivita Bratrstva ovšem nepolevovala. Britové po válce odmítali stáhnout své okupační jednotky, a tak Bratrstvo uskutečnilo další sérii atentátů a sabotáží. Nepokoje byly tvrdě potlačeny. Roku 1952 nastal v Egyptě převrat a nová vládní elita pod vedením Gamála Násira Muslimské bratrstvo postavila mimo zákon, které celou tuto nastalou situaci jen těžko neslo a ocitlo se ve slepé uličce. Uchýlilo se tedy k atentátu na samotného Násira, ale akce se nezdařila. Tisíce členů se díky tomu po silných represích dostaly do internačních táborů a desítky z nich byly popraveny.
V následujících letech až do počátku 70. let se Muslimské bratrstvo nevyznačovalo významnými událostmi. Postoje Bratrstva se ovšem logicky kvůli své ilegalitě radikalizovaly, nejen vůči režimu, ale i uvnitř samotné organizace. Řada členů skončila ve věznicích a táborech, kde se s nimi zacházelo podobně jako v koncentračních táborech pod vedením nacistického Německa. Nastalá situace vyvolala vlnu odporu uvnitř věznic a na veřejnosti, která se o všem postupem času dozvídala. Další léta byla tedy ve znamení přestavby a obnovování nové ilegální sítě na decentralizované bázi bez jednoho hlavního centra. Na jaře 1965 se stalo Bratrstvo opět masovou organizací.
Dne 28. srpna 1970 zemřel na infarkt prezident Gamál Násir a vystřídal ho v úřadě stoupenec konzervativního křídla a zastánce sekulárního státu Anvar as-Sádát. Ten byl k Muslimskému bratrstvu mnohem tolerantnější a chtěl jej využít k odstranění levice, ale nehodlal mu dát volnou ruku ve společnosti pod heslem: „Žádné náboženství v politice, žádná politika v náboženství“. V roce 1973 vystřídal Hudajbího na čele s ʿUmarem at-Talmasáním a V červenci 1976 bylo Bratrstvo plně legalizováno. Mimo jiné vydávalo několik vlastních časopisů – například občasník ad-Daʿwa vydávaný umírněným křídlem a kritizující odštěpenecké skupiny. Rok na to se Sádát dostal do roztržky s Bratrstvem. Důležitým mementem byl podpis Dohod z Camp Davidu, v nichž Egypt oficiálně uznal existenci státu Izrael, což Bratrstvo samozřejmě neslo nelibě. Tím se silně zradikalizovalo nejen Bratrstvo, ale i další fundamentalistické složky ve státě, a vše vyústilo po represích režimu v atentát na Sádáta 6. října 1981. Atentát provedla organizace al-Džihád.
Na místo Sádáta poté usedl jeho bližní Husní Mubárak, který v době atentátu byl prezidentovi po boku a jen zázrakem přežil. Věděl, že chce-li navrátit Egyptu stabilitu a udržet se v úřadu hlavy státu co nejdéle, musí změnit dosavadní politickou linii. S umírněnými Muslimskými bratry (a umírněnými fundamentalisty) vedl intenzivní dialogy, ale stále všechna radikálnější uskupení udržoval mimo zákon.

## Bratrstvo dnes

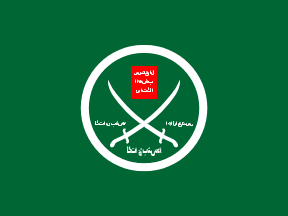
Vlajka bratrstva

Hlavou Muslimského bratrstva je v současnosti Mohammed Badie. Ten byl roku 2014 v Egyptě odsouzen k trestu smrti. Muslimské bratrstvo v Egyptě je stále ilegální a předmětem masového zatýkání, ale členové jsou aktivní ve vzdělávání a v sociální oblasti, kde leckdy zastupují chybějící složky vlády. Mají důležitý vliv nejen v politických sférách, kde vytvářejí různé tajné smlouvy s opozičními stranami, ale i v médiích a tisku. Na veřejnosti se stále těší velké důvěře. V roce 1998 se Bratrstvo snažilo založit stranu Wasat, která by se dostala do parlamentu, ale vláda žádost o legalizaci odmítla. Roku 2005 získali kandidáti Bratrstva 20 % z celkového počtu křesel v parlamentu, což způsobilo další vlnu zatýkání členů a oživilo diskuzi o tom, zda by Bratrstvo mělo nadále zůstat zakázáno.
V roce 2011 se angažovalo v rámci Arabského jara v Libyi, Sýrii a především Egyptě, ve kterém později získalo ve volbách většinu v parlamentu, který nechal ústavní soud rozpustit. Jejich kandidát Muhammad Mursí byl zvolen egyptským prezidentem ve volbách, jejichž výsledky byly vyhlášeny 24. června 2012.

## Rozšíření MB
Vliv Muslimského bratrstva sahá také za hranice Egypta, pochopitelně velmi rozšířené je po celém arabském světě. V Sýrii bylo podobně jako v Egyptě po převratu v roce 1963 a nastolení režimu Baasistické strany oficiálně zakázáno. V dalších muslimských zemích (např. Jordánsko, Bahrajn, Kuvajt, Irák, Saúdská Arábie, Írán) tvoří Muslimské bratrstvo legální součást politického systému a prostřednictvím svých politických stran má zastoupení v parlamentu. Jeho počet a vliv rychle roste i ve Spojených státech a zejména v Evropě.

## Významná politická síla v Egyptě
V prvních egyptských svobodných volbách po puči proti prezidentovi zvítězila a nejvíce křesel mají poslanci strany Svoboda a spravedlnost, která je větví dřív zakázaného Muslimského bratrstva. V roce 2013 začalo docházet ke sporům mezi příznivci Muslimského bratrstva a demokraticky zvoleného prezidenta Mursího a jejich odpůrci. To vedlo k vlně násilí. 3. července byl prezident Muhammad Mursí zatčen egyptskou armádou. 21. prosince 2013 prohlásil egyptský premiér bratrstvo za teroristickou organizaci, a 26. prosince začala egyptská armáda zatýkat vedoucí představitele Muslimského bratrstva. V březnu 2014 bylo 529 členů Muslimského bratrstva ve městě Minjá odsouzeno k trestu smrti, přičemž jim byla odepřena obhajoba.